# Shōjō-ji
Shōjō-ji (勝常寺) est un temple bouddhiste de la secte Shingon-shu Buzan-ha, situé dans la ville de  Yugawa, district de Kawanuma dans la préfecture de Fukushima au Japon

## Histoire
Shōjō-ji est fondé en 807 par le moine-érudit Tokuitsu de la secte Hossō. Le nom original du temple n'est pas connu, mais le nom actuel est d'usage depuis l'époque médiévale. Au moment de la fondation, c'est un grand temple composé d'un shichidō garan complet, de nombreux bâtiments annexes, de douze maisons pour les moines et de plus de 100 sous-temples. Aujourd'hui, le temple se compose entre autres de la salle d'origine (bâtiment Yakushi), de la résidence du prêtre en chef (salle de réception), de la cuisine, de la porte centrale (chūmon) et conserve plus de 30 statues bouddhiques.